# You're Not My Kind of Girl
You're Not My Kind of Girl è un singolo del gruppo statunitense New Edition, pubblicato come secondo estratto dal loro quinto album in studio, Heart Break.

## Descrizione
Nonostante fosse un brano costruito apposta per le radio e nonostante fosse arrivato al terzo posto nelle classifiche R&B, ha fallito nel proseguire il successo del predecessore, If It Isn't Love, raggiungendo solo la posizione numero 95 nella classifica generale.

## Videoclip
Il videoclip del brano è stato registrato durante un live tenutosi presso i Sony Pictures Studios di Culver City, in California. La versione del brano utilizzata è quella della versione estesa e non l'Album Edit.

## Tracce
1. You're Not My Kind of Girl - 4:01
2. You're Not My Kind of Girl (Instrumental) - 4:01